# Yvette Vincent-Alleaume
Pour les articles homonymes, voir Vincent et Alleaume.
Yvette Vincent-Alleaume, née le 6 juin 1927 à Annecy (Haute-Savoie) et morte à Paris le 15 juin 2011, est une plasticienne et sculptrice française.
Elle est connue pour ses réalisations sculptées qui ornent les équipements publics ou les édifices privés, ainsi que pour ses œuvres monumentales qui s'inscrivent dans les grands projets urbains.

## Biographie
Diplômée de l’École nationale supérieure des Arts Décoratifs et des Beaux-arts de Paris, Yvette Vincent-Alleaume se tourne très tôt vers la fresque et la gravure. Son inspiration est très ancrée dans l'histoire des civilisations anciennes.
Elle utilise dans son art différents matériaux : la mosaïque, la brique, la céramique, l’ardoise, le granit ou l’acier, puis, plus tard, le béton. 
Avec son mari Bernard Alleaume, elle collabore avec l'architecte André Gomis dans les années 1960. Dès 1966, elle travaille avec les architectes Michel Andrault et Pierre Parat qui intègrent régulièrement ses œuvres à leurs projets dans les années 1970.
Également photographe, elle devient une personnalité reconnue du 12e arrondissement de Paris, où elle aménage son atelier au no 37 de la rue du Sahel. 

## Œuvres principales
- 1965 : Décoration du groupe scolaire de la rue du Général-Sarrail, à Bagneux (Hauts-de-Seine), avec le sculpteur grec Philolaos[6] ;
- 1960 : Peinture murale, théâtre d’Annecy (Haute-Savoie) ;
- 1971 : Réalisation des espaces sculptés du campus de Tolbiac, 13e arrondissement de Paris[7] ;
- 1973 : « Lully », place sculptée, Épernay (Marne) ;
- 1979: Hall de la tour Totem, avec Michel Andrault et Pierre Parat[8], Front de Seine, 15e arrondissement de Paris ;
- 1981 : « L’Allée du dragon », à Évry (Essonne) ;
- 1982 : Dallage coloré, commande des Assurances Générales de France, avec Michel Andrault et Pierre Parat, Madrid (Espagne) ;
- 1982 : « Le Blavet » ou « Cimetière de Thoniers », tapisserie pour le Crédit agricole de Rennes (Ille-et-Vilaine) ;
- 1982 : « Papasquare », aménagement de la place Jacques-Prévert[9], Évry (Essonne) ;
- 1984 : « Le Voile de la Mariée » ou «Vive la mariée» [10], sculpture-fontaine monumentale, avec Bernard Alleaume, place François Mitterrand, Hérouville-Saint-Clair (Calvados). L’œuvre a été inaugurée par François Mitterrand[11] dans le cadre du projet urbain de l'architecte Eugène Leseney;
- 1985: « Les Génies des Eaux», fontaine de la rue des Amandiers, 20e arrondissement de Paris ;
- 1986: « Les Bâtisseurs », fresque monumentale sculptée pour le pont TGV de Malakoff[12].
- Fontaine en mosaïque, Guidel.